# Josefin Åsberg
Josefin Åsberg, född 1974 i Älvsborg i Göteborg, är en svensk scenograf och produktionsdesigner.
Åsberg har varit aktiv inom filmbranschen sedan 1999. Efter att år 2000 ha arbetat som scenografiassistent till Carl Johan De Geer på Lukas Moodyssons långfilm Tillsammans anlitades hon som scenograf med eget ansvar vid hans nästa film Lilja 4-ever (2002). Utöver samarbetet med Moodysson har Åsberg flera gånger arbetat som produktionsdesigner vid Ruben Östlunds filmer.
Åsberg har nominerats till Guldbaggen för bästa produktionsdesign fyra gånger: för Monica Z (2013), The Square (2017), Bränn alla mina brev (2022) och Triangle of Sadness (2022). Vid Filmfestivalen i Cannes 2017 tilldelades hon Prix Vulcain de l’artiste technicien för sitt arbete med The Square. Hon vann även European Production Designer vid Europe Film Awards samma år.
Åsberg har också arbetat som scenograf vid en uppsättning av Abadai vid Judiska teatern 2009.

## Filmografi i urval
- 2002 – Lilja 4-ever
- 2003 – Kopps
- 2008 – Ping-pongkingen
- 2009 – Mammut
- 2013 – Monica Z
- 2014 – The Quiet Roar
- 2014 – Turist
- 2016 – Upp i det blå
- 2017 – The Square
- 2018 – X & Y
- 2022 – Bränn alla mina brev
- 2022 – Triangle of Sadness
- 2023 – Tillsammans 99